# Te Extraño, Te Olvido, Te Amo
Te Extraño, Te Olvido, Te Amo je první singl zpěváka Rickyho Martina z jeho třetího alba A Medio Vivir. Vydán byl v roce 1995.

## Hitparády
Singl dosáhl v americké hitparádě deváté příčky v Hot Latin Songs roku 1995.
Píseň, po úspěchu písně "Maria",v Evropě, "Te Extraño, Te Olvido, Te Amo", , byl také vydán jako singl v několika evropských zemích.

## Tracklist
European CD single
1. "Te Extraño, Te Olvido, Te Amo" (Radio Edit) (3:58)
2. "Somos la Semilla" (3:56)

European CD maxi-single
1. "Te Extraño, Te Olvido, Te Amo" (Radio Edit) (3:58)
2. "Te Extraño, Te Olvido, Te Amo" (Album Version)(4:41)
3. "Dónde Estarás" (Radio Edit)(3:43)
4. "Dónde Estarás" (Extended Remix)(4:45)
5. "Dónde Estarás" (PM Project Extended Remix)(6:10)

European CD maxi-single
1. "Te Extraño, Te Olvido, Te Amo" (Album Version)(4:41)
2. "Bombón de Azúcar" (M&N Classic Club Mix)(6:14)
3. "Bombón de Azúcar" (The Disco Dream Dub)(5:20)

## Videoklip
První videoklip k této písni z roku 1995 režíroval Gustavo Garzón, druhý byl natočen v srpnu 1997 ve Francii a režie se ujal Christopha Gstalder.

## Umístění ve světě
Týdenní Hitparády
| Hitparáda (1995)             | Příčka |
| ---------------------------- | ------ |
| US Billboard Hot Latin Songs | 9      |
| US Billboard Latin Pop Songs | 2      |
| Hitparáda (1997)             | Příčka |
| Francie French Singles Chart | 4      |

Výroční Hitparády
| Hitparáda (1997)             | Příčka |
| ---------------------------- | ------ |
| Francie French Singles Chart | 27     |

## Prodejnost
| Hitparáda | Prodejnost |
| --------- | ---------- |
| Belgie    | 25,000     |
| Francie   | 373,000    |

## Úryvek textu
Por ti, por ti, por ti...
he dejado todo sin mirar atrás
aposté la vida y me dejé ganar
Te extraño, porque vive en mi tu recuerdo
te olvido, a cada minuto lo intento!
te amo, es que ya no tengo remedio
te extraño, te olvido, te amo de nuevo...